# Cantón de Varzy
El cantón de Varzy era una división administrativa francesa, que estaba situada en el departamento de Nièvre y la región de Borgoña.

## Composición
El cantón estaba formado por doce comunas:
- Corvol-l'Orgueilleux
- Courcelles
- Cuncy-lès-Varzy
- Entrains-sur-Nohain
- La Chapelle-Saint-André
- Marcy
- Menou
- Oudan
- Parigny-la-Rose
- Saint-Pierre-du-Mont
- Varzy
- Villiers-le-Sec

## Supresión del cantón de Varzy
En aplicación del Decreto nº 2014-184 de 18 de febrero de 2014, el cantón de Varzy fue suprimido el 22 de marzo de 2015 y sus 12 comunas pasaron a formar parte del nuevo cantón de Clamecy.